# Edgeley (Dakota Północna)
Edgeley – miasto w Stanach Zjednoczonych, w stanie Dakota Północna, w hrabstwie LaMoure.